# Кособа (Ђурђу)
Кособа (рум. Cosoba) насеље је у Румунији у округу Ђурђу у општини Кособа. Oпштина се налази на надморској висини од 111 m.

## Становништво
Према подацима из 2002. године у насељу је живело 2566 становника, од којих су сви румунске националности.